# Église Saint-Julien-sur-Roche de Ramasse
Pour les articles homonymes, voir Église Saint-Julien.
L'église Saint-Julien-sur-Roche est une église catholique en ruine située en France sur la commune de Ramasse, dans le département de l'Ain en région Auvergne-Rhône-Alpes.
Elle fait l’objet d'un classement au titre des monuments historiques depuis le 12 juillet 1945 .

## Historique
Le conseil municipal avait étudié le remblaiement des vestiges de l'église en 2008 or le classement du site au répertoire des Monuments historiques n'avait permis la préservation. 
Une plaque scellée au XXIe siècle, au bas de la croix de calvaire édifiée près de l'église, porte l'inscription suivante : « Ici pendant 1000 ans Saint-Julien-sur-Roche Église-Cimetière ». Une table d'orientation, installée au XXe siècle, est située également à proximité des vestiges.